# 楊文 (播州)
楊文（1220年—1265年），字全斌，第15任播州土司，大致活躍於南宋末年。
楊文是前任土司楊价之子，他生而聰慧，頗得祖父楊粲喜愛。紹定年間，楊粲去世，由楊价繼位，但楊价以播州事務托付給楊文管理，自己則專心侍奉母親。當時蒙古兵始入劍閣，楊文檢閲壯勇，隨時備戰，蜀中避難的人多前來投奔。楊价死後，楊文繼承土司之位，南宋授予他武功大夫、阁门宣赞、舍人的官職。楊文向鎮守四川的余玠提出防禦蒙古的上中下三策，上策是「移镇利、阆，经理三关，为久驻谋」；中策是「择诸路要险，建城壕，以为根构扺」；下策是「保江自守，纵敌自来」。楊文預言「西番部落以为北兵所诱，势必扰雪外以图云南，由云南并吞蛮部，阚邑广窥沅靖，则后门斡腹，深可忧也」。余玠對此甚為讚賞，接受了他的中策，後來戰局果然像楊文預測的那樣發展。
淳祐八年（1248年），蒙古兵南下尋找道路攻擊大理國。余玠派遣兩路大軍前往截擊。楊文發兵五千人，跟隨西路軍主帥俞興西征，與蒙古兵大戰，三戰皆捷，因功授左衛大將軍。余玠北伐漢中，楊文派部將趙寅會兵渝上，三戰三捷。淳祐十二年（1252年），蒙古兵包圍漢中、嘉定，楊文派總管田萬率兵五千人從小路前往救援，乘著夜色渡過嘉江，屯兵於萬山、必勝二堡。田萬以勁弩射擊，蒙古兵不敵撤退。楊文因功，加右武大夫。
寶祐二年（1254年），蒙古兵自烏蒙渡馬湖，入宣化。楊文派弟弟楊大聲前往救援，大小九戰又捷，轉授左武大夫。寳祐五年（1257年），蒙古兵沿著雲南入侵播州，楊文急忙馳奏宋廷。南宋派節度使呂文德偕楊文一起前往羅閩，説服大酋長勃先歸順，各酋長也隨即歸順。同年，楊文在播州建造海龍屯，以防衛蒙古的進攻。寶祐六年（1258年），拜親衛大夫。蒙古兵圍攻釣魚城，楊文發兵支援，加中州團練使。景定年間，劉雄飛、夏貴守衛四川，楊文參與收复长江要塞江安碛（今四川江安县）、护送粮草补给礼义城以及围困蒙军虎啸山等战役，进中亮大夫、和州团练使、播州沿边安抚使、爵播州伯，食邑七百户，诏雄威将军加“御前”二字，以宠异之。岁赐盐帛给边用，著为令。
楊文在位期間留心文治，在播州建立孔廟，注重對百姓的教化。咸淳元年（1265年）去世，赠金州观察使、元赠荣禄大夫、同知枢密院事、柱国，追封播國公，諡崇德。其子楊邦憲繼承土司之位。
楊文墓位於遵义市汇川区高坪街道的未山原。該墓是一座夫妻合葬、同冢异穴的石室墓，共三穴，楊文居中，楊文妻田氏居右，一名身份不詳的孩童（可能是楊文之子）居左。墓中出土有《楊文神道碑》，詳細記述了楊文抗擊蒙古的事跡。該碑在南宋滅亡後被播州土司悄悄拆除埋入土內，直到1979年才被考古學家發現。